# Klaudiusz Chaudet
Klaudiusz Chaudet, (fra) Claude Chaudet (ur. ??, zm. 2 września 1792 r. w Paryżu) – błogosławiony Kościoła katolickiego, męczennik, ofiara antykatolickich prześladowań okresu rewolucji francuskiej.
Pochodził z diecezji Aix-en-Provence (obecnie Aix). Posługę duszpasterską pełnił w diecezji paryskiej, a w czasie rewolucji w parafii Saint-Nicolas-des-Champs. O jego wcześniejszym życiu nie zachowały się wiarygodne informacje. W okresie gdy w rewolucyjnej Francji nasiliło się prześladowanie katolików, został aresztowany za odmowę złożenia przysięgi konstytucyjnej, a następnie przewieziony do klasztoru karmelitów i 2 września 1792 r. został tam zamordowany. Był jednym z oddanych przez komisarza Violette`a w ręce zgromadzonego tłumu odmawiających złożenia przysięgi na cywilną konstytucję kleru, zasieczonych szablami i zakuty bagnetami, a którzy uszli z rozpoczętej wcześniej masakry w ogrodzie. Ofiary mordu zostały pochowane w zbiorowych mogiłach na terenie cmentarza Vaugirard, część z nich wrzucono do studni klasztornej, a po ekshumacji w 1867 r.  ich relikwie spoczęły w krypcie kościoła karmelitów. Był jedną z ofiar tak zwanych masakr wrześniowych, w których zginęło 300 duchownych, ofiar nienawiści do wiary (łac) odium fidei.
Dzienna rocznica śmierci jest dniem, kiedy wspominany jest w Kościele katolickim.
Klaudiusz Chaudet znalazł się w grupie 191 męczenników z Paryża beatyfikowanych przez papieża Piusa XI 17 października 1926r.